# La Loi du désert (roman)
 (juillet 2016).
Pour les articles homonymes, voir La Loi du désert (homonymie).
La Loi du désert est un roman de Christian Jacq publié en 1993.

## Résumé
Pazair est au secret au bagne à 200 km de Karnak. Néféret apprend qu'il n'est pas mort. 
Il s'évade et est innocenté. Kem est condamné à sa place mais il le libère et est nommé chef de la justice de Memphis. Néféret sauve le vizir. Kem devient chef de la police de Memphis. Pazair échappe à plusieurs attentats. Il prouve qu'ils venaient d'Hattarousa, femme de Ramsès. Elle est brulée vive, Néféret la sauve. Le général est tué. Néféret devient chef des médecins d'Égypte. Ramsès décrète l'amnistie générale. Pazair démissionne. Ramsès le nomme vizir.